# Ottone Rosai
Ottone Rosai (* 28. April 1895 in Florenz; † 13. Mai 1957 in Ivrea) war ein italienischer Maler des Futurismus und Novecento.

## Leben
Rosai absolvierte zunächst eine dreijährige Malausbildung am Istituto delle Arti Decorative in Santa Croce und belegte ab 1909 Kurse an der Florentiner Kunstakademie. Durch seine Freundschaft mit Giovanni Papini und Aldo Palazzeschi kam er in Kontakt mit Marinetti, der ihn bald in den Kreis der Futuristen aufnahm. Ab 1914 veröffentlichte Rosai zahlreiche Zeichnungen in der Kulturzeitschrift Lacerba. Nach dem Krieg wendete er sich vom futuristischen Malstil ab, und dem Novecento zu. Nebenbei engagierte er sich bei den Fasci di combattimento fiorentino. 1920 fand seine erste Einzelausstellung statt, der weitere folgen sollten. 1942 erhielt er den Lehrstuhl für Malerei an der Akademie in Florenz. Bei der großen Retrospektive seines Lebenswerkes in Ivrea erlitt er einen Herzinfarkt, er starb wenig später.